# Let Kunovice

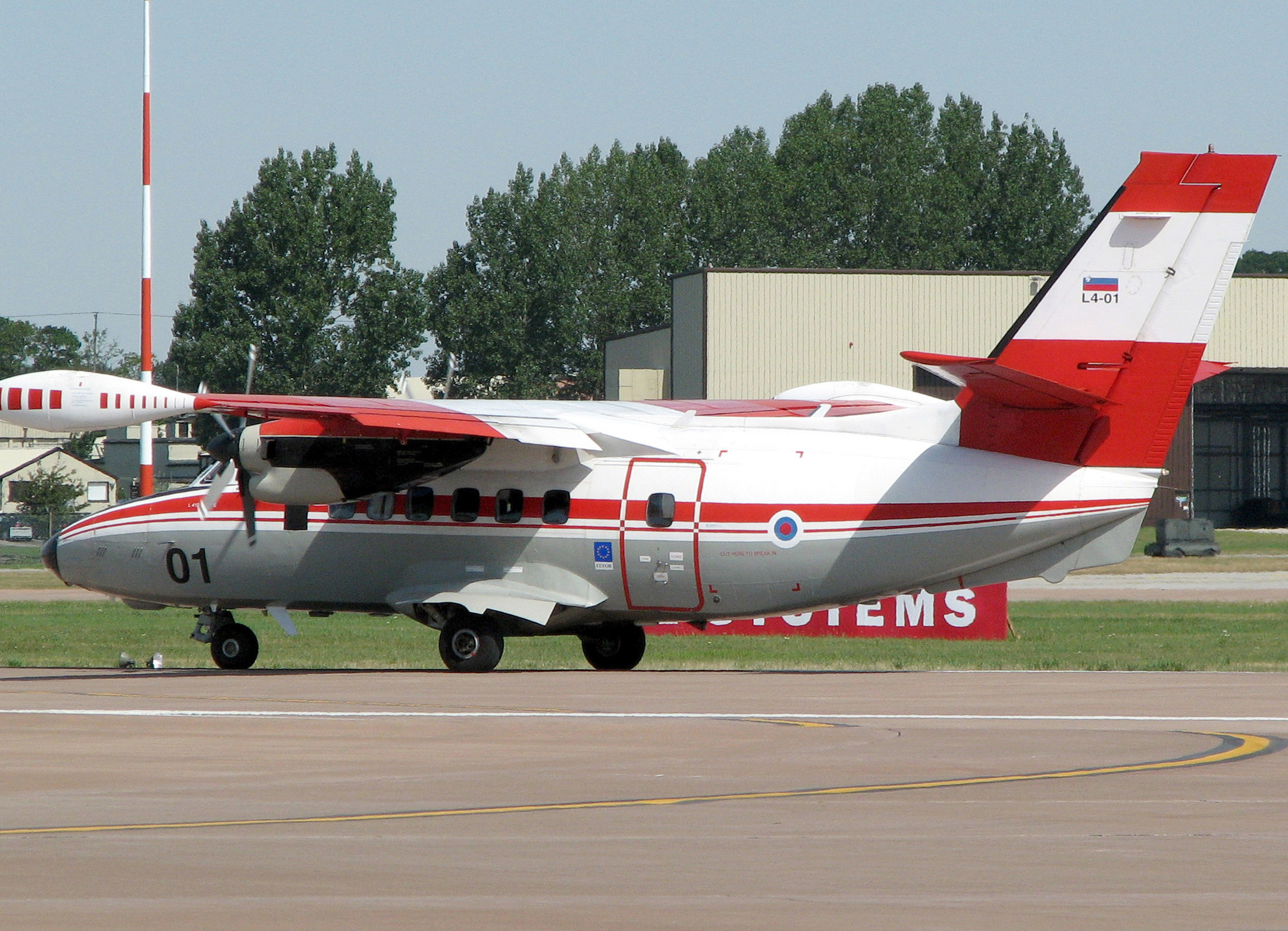
Let L-410UVP-E van de Sloveense luchtmacht

Let Kunovice (ook wel bekend als LET, Kunovice is de plaats, voluit Let Aircraft Industries a.s.) is een Tsjechische, vroeger Tsjechoslowaakse, vliegtuigbouwer. Let werd in 1936 opgericht in Kunovice als deel van Avia (dat zelf op haar beurt op dat moment weer eigendom was van Škoda). Voor en tijdens de Tweede Wereldoorlog was de fabriek niet af en deed alleen dienst als reparatieplaats. Na de oorlog werd de fabriek genationaliseerd, waarna tussen 1950 en 1953 een nieuwe fabriek werd gebouwd. Tussen 1957 en 1967 heette de fabriek SPP (voluit; Strojírny první pětiletky, wat werkplaatsen van het eerste vijfjarenplan betekent). In 1967 kreeg het de naam Let. Na de val van het communistische regime in 1989 moest Let gaan concurreren in de internationale markt. In 2001 werd het overgenomen door Moravan Otrokovice. In September 2005 werd het bedrijf overgenomen door het Tsjechische PAMCO, waarna het werd hernoemd tot Let Aircraft Industries. In juni 2008 kocht het Russische Mijnbouw-Metallurgisch bedrijf van de Oeral, UGMK een meerderheidsbelang van 51%.

## Lijst van vliegtuigen
- Aero Ae-45S (licentie)
- Aero Ae-145 (licentie)
- Aero L-29 Delfín (licentie)
- Let C-11 (Jakovlev Jak-11 – licentie)
- Let L-13 Blaník
- Let L-21 Spartak
- Let L-23 Super Blaník

- Let L-33 Sólo
- Let L-200 Morava
- Let L-210
- Let L-410 Turbolet
- Let L-420
- Let L-610

- Let LF-109 Pionýr
- Let LG-125 Sohaj 2
- Let VT-16 Orlík
- Let VT-425 Sohaj 3
- Let Z-37 Čmelák
- Zlín Z-22 Junák